# Mirhorodi légibázis
A Mirhorodi légibázis (ukránul: Авіабаза Миргород, magyar átírásban: Aviabaza Mirhorod) katonai repülőtér Ukrajna Poltavai területén, Mirhorod várostól délkeletre. A 2500 m hosszúságú betonozott kifutópályával rendelkező repülőtéren az Ukrán Légierő 831. harcászati repülődandárja állomásozik.

## Története
A repülőteret az 1930-as évek közepén építették a Vörös Légiflotta számára. A második világháború első időszakában a német Luftwaffe használta. A szovjet csapatok 1943 nyarán foglalták vissza. Ez után a Pe–2 zuhanóbombázókkal felszerelt, a 293. bombázórepülő hadosztály alárendeltségébe tartozó 804. bombázórepülő ezred használta.
1944-ben a mirhorodi repülőteret is igénybe vették az amerikai légierő ingabombázásaihoz. A Frantic művelet keretében az amerikai nehézbombázók Angliából és Olaszországból felszállva hajtottak végre bombatámadásokat Németország és szövetségesei ellen. A bombázók és a kísérő vadászok a kelet-ukrajnai repülőtereken szálltak le, majd feltöltés és újrafegyverzés után újabb bombatámadást végrehajtva visszarepültek. A bombázókat a poltavai és a mirhorodi repülőtér, a kísérő vadászokat a pirjatini repülőtér szolgálta ki. Az amerikai repülőgépek kiszolgálására külön egységet állítottak fel. Első alkalommal 1944. június 2-án szállt le a mirhorodi repülőtéren egy 65 darab B–17-es bombázóból álló kötelék.
Az 1950-es években a repülőteret felújították. 1953-ban betonozott kifutópályát kapott és gurulóutakat építettek. A felújítást követően 1956-ban nyitották meg újra. A repülőtérre a Tu–16 bombázókkal felszerelt 202. nehézbombázó ezredet telepítették, amely az 1970-es évek végéig maradt a légibázison.
1977-ben a MiG–21-es vadászrepülőgépekkel felszerelt 831. harcászati vadászrepülőezred települt a repülőtérre a boriszpili repülőtérről. Az ezrednél 1985-ben a Szu–27-es vadászrepülőgépeket rendszeresítették.
A Szovjetunió megszűnését követően a repülőtér 1992. január 13-án Ukrajna fennhatósága alá került, az ott állomásozó repülőezred (amelyet később repülődandárrá szerveztek át) Ukrajnára esküdött fel és az Ukrán Légierő szervezetébe került. A repülőtéren ezt követően is a Szu–27-es repülőgépeket üzemeltető 831. harcászati vadászrepülő dandár állomásozik. 2020 novemberében felújították a repülőtéren felújítási munkálatokat hajtottak végre, a kifutópálya és a gurulóutak egyes részeit felújították.